# Ordre d'honneur des services du génie militaire
L'Ordre d'honneur des services du génie militaire est un prix conféré par la Corée du Nord aux ingénieurs militaires ayant exercé pendant 10, 20 ou 30 ans.

## Historique
L'ordre d'honneur des services du génie militaire a été créé afin d'honorer les ingénieurs militaires pour service rendu dans leur fonction.

## Apparence

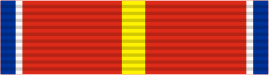
Ruban représentant 10 ans de service
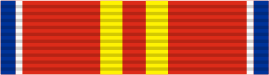
Ruban représentant 20 ans de service
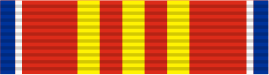
Ruban représentant 30 ans de service